# 骆一禾诗歌奖
骆一禾诗歌奖是中国十月杂志社设立的一项以已故诗人、前《十月》编辑骆一禾命名的诗歌奖项。

## 介绍
《十月》杂志社在2011年创设“骆一禾诗歌奖”，旨在弘扬骆一禾纯粹、包容的诗歌精神，奖励具有探索精神和卓越创造力的优秀诗歌作品和海内外年轻汉语诗人。每年评出获奖诗人1名，提名奖诗人若干名。

## 历届情况
第一届洛一禾诗歌奖颁奖典礼于2012年2月27日晚在广东佛山举行。杨键、吕约获首届“骆一禾诗歌奖”。
第二届骆一禾诗歌奖于2015年10月18日在湖南岳阳颁奖，西娃、朵渔分别以《为什么只有泪水，能真实的从梦里流进现实》（组诗）和《道路在雪中》（组诗）获奖。